# Pierse Joseph Mackesey
Pierse Joseph Mackesey, britanski general, * 1883, † 1953.